# برنارد وود
برنارد وود (به انگلیسی: Bernard Wood) از دیرین‌مردم‌شناسان بنام آمریکایی‌است. پژوهش‌های وی در شکل‌دهی آرایه‌شناسی نوین انسان‌سایان بسیار مؤثر بوده‌است. او همینک استاد خاستگاه‌های انسان در دانشگاه جرج واشینگتن است. 